# Festes-et-Saint-André
Festes-et-Saint-André é uma comuna francesa na região administrativa de Occitânia, no departamento de Aude. Estende-se por uma área de 18,07 km². Em 2010 a comuna tinha 207 habitantes (densidade: 11,5 hab./km²).